# かんさい人物ファイル アジアに夢中!
かんさい人物ファイル アジアに夢中!（かんさい・じんぶつ・ファイル・アジアにむちゅう）は、2013年4月28日より、原則として毎月最終日曜日7:45-8:10にNHK総合テレビジョンの近畿地方向けに放送されるドキュメント番組である。

## 概要
近年、日本とアジア大陸各国との経済・文化の交流が盛んに進み、日本出身・発祥の人物や企業・団体のアジア進出も活発になってきた。この番組ではアジア各国に活動の場を広げる関西出身の日本人、あるいは関西にゆかりのあるアジア各国の人々を毎回1人クローズアップし、アジアを舞台に活躍する彼らの生きざま、成功への秘訣をインタビューや現地取材を通して探る。

## 放送日時
- 本放送 - 最終日曜7:45-8:10
- 再放送 - 放送された次週の木曜11:05-11:30

いずれも近畿地方のNHK総合テレビジョン

## 出演

### ナレーター
- 増山江威子

### ゲスト
1. 矢野浩二（大阪府出身　中華人民共和国在住の俳優）
2. 中西隆幸（大阪府出身　マレーシア在住の和太鼓演奏家）
3. 田畑彩生（京都府出身　タイ王国在住の看護師）
4. 服部匡志（大阪府出身　ベトナム在住の医師＜眼科＞）
5. 古谷尚美（奈良県出身　バリ島在住の主婦・起業家）
6. 國澤はるな（京都府出身　香港在住のダンススクール講師）
7. 鹿田光子（三重県出身　ミャンマーで防災知識の普及を行うNPO職員）
8. 佐藤智之（神奈川県出身　カンボジア在住の淡水魚研究家）
9. 松尾俊二（兵庫県出身　シンガポール在住の美容院グループ経営者）

## 通常週の時間帯の番組
- 新ルソンの壷
通常同時ネットを行っている鳥取県（本放送時のみ。再放送時は別番組）については、当番組は放送せず、別番組に差し替える。